# Großer Preis der USA 2021
Der Große Preis der USA 2021 (offiziell Formula 1 Aramco United States Grand Prix 2021) fand am 24. Oktober auf dem Circuit of The Americas in Austin statt und war das 17. Rennen der Formel-1-Weltmeisterschaft 2021.

## Bericht

### Hintergründe
Nach dem Großen Preis der Türkei führte Max Verstappen in der Fahrerwertung mit sechs Punkten vor Lewis Hamilton und mit 85,5 Punkten vor Valtteri Bottas. In der Konstrukteurswertung führte Mercedes mit 36 Punkten vor Red Bull Racing und mit 193,5 Punkten vor McLaren.
Lando Norris, Lance Stroll (jeweils acht), Sergio Pérez (sieben), Sebastian Vettel, Nikita Masepin, Nicholas Latifi (jeweils sechs), Bottas, George Russell, Yuki Tsunoda (jeweils vier), Antonio Giovinazzi (drei), Charles Leclerc, Kimi Räikkönen, Verstappen, Hamilton (jeweils zwei), Carlos Sainz jr., Esteban Ocon und Pierre Gasly (jeweils einer) gingen mit Strafpunkten ins Wochenende.
Mit Hamilton (sechsmal), Vettel, Räikkönen und Bottas (jeweils einmal) traten vier ehemalige Sieger zu diesem Grand Prix an.
Als Rennkommissare für dieses Rennwochenende fungierten Gerd Ennser (DEU), Richard Norbury (GBR), Emanuele Pirro (ITA) und Dennis Dean (USA).

### Training
Im ersten freien Training fuhr Bottas mit 1:34,874 Minuten die Bestzeit vor Hamilton und Verstappen. Kurz nach Beginn der Session sorgte Fernando Alonso für eine Unterbrechung.
Im zweiten freien Training war Pérez mit einer Zeit von 1:34,946 Minuten Schnellster vor Norris und Hamilton.
Im dritten freien Training fuhr erneut Pérez mit 1:37,701 Minuten die Bestzeit vor Sainz jr. und Verstappen.

### Qualifying
Das Qualifying bestand aus drei Teilen mit einer Nettolaufzeit von 45 Minuten. Im ersten Qualifying-Segment (Q1) hatten die Fahrer 18 Minuten Zeit, um sich für das Rennen zu qualifizieren. Alle Fahrer, die im ersten Abschnitt eine Zeit erzielten, die maximal 107 Prozent der schnellsten Rundenzeit betrug, qualifizierten sich. Die besten 15 Fahrer erreichten den nächsten Teil. Leclerc war Schnellster, die Haas-Piloten sowie Räikkönen, Latifi und Stroll schieden aus.
Der zweite Abschnitt (Q2) dauerte 15 Minuten. Die schnellsten zehn Piloten qualifizierten sich für den dritten Teil des Qualifyings und mussten mit den hier verwendeten Reifen das Rennen starten, alle anderen hatten freie Reifenwahl für den Rennstart. Verstappen war Schnellster. Russell, Alonso, Giovinazzi, Vettel und Ocon schieden aus.
Der letzte Abschnitt (Q3) ging über eine Zeit von zwölf Minuten, in denen die ersten zehn Startpositionen vergeben wurden. Verstappen fuhr mit 1:32,910 Minuten die schnellste Runde vor Hamilton und Pérez.
Bottas wurde aufgrund eines Motorenwechsels um fünf Startplätze nach hinten versetzt. Weitere Strafversetzungen wurden an Vettel, Alonso und Russell verteilt, diese starteten vom Ende des Feldes.

### Rennen
Nachdem Hamilton den Start gewann erhöhte Verstappen den Druck auf Hamilton und kam schon in der elften Runde an die Box. Als Fünfter kehrte der 24-Jährige auf den Asphalt zurück. Drei Runden danach ging es für Hamilton an die Box. Der Mercedes-Pilot kam jedoch als Zweiter mit mehr als 6 Sekunden Rückstand auf den neuen Führenden Verstappen raus.
Bis zur 25. Runde war Hamilton dann wieder bis auf 3 Sekunden an Verstappen dran. Dies führte dazu, dass Verstappen zu seinem zweiten Boxenstopp ging um den Undercut zu vermeiden. Hamilton fuhr weiter bis zur 37. Runde und absolvierte dann seinerseits den zweiten Stopp und verzichtete somit auf eine Ein-Stopp-Strategie. Er kam hinter Verstappen auf die Strecke zurück. In den letzten Runden schloss Hamilton zwar noch mal auf Verstappen auf, konnte ihn aber nicht in  Bedrängnis bringen.
Verstappen gewann das Rennen schlussendlich vor Hamilton und Pérez. Es war Verstappens erster Sieg bei einem Großen Preis der USA. Die restlichen Punkteplatzierungen belegten Leclerc, Ricciardo, Bottas, Sainz jr., Norris, Tsunoda und Vettel. Hamilton erzielte die schnellste Rennrunde und erhielt dafür einen zusätzlichen Punkt.
In der Fahrer- und Konstrukteurswertung blieben die ersten drei Positionen unverändert.

## Klassifikationen

### Qualifying
| Pos.                                                                      | Fahrer             | Konstrukteur              | Q1       | Q2         | Q3       | Start |
| ------------------------------------------------------------------------- | ------------------ | ------------------------- | -------- | ---------- | -------- | ----- |
| 01                                                                        | Max Verstappen     | Red Bull Racing-Honda     | 1:34,352 | 1:33,464   | 1:32,910 | 01    |
| 02                                                                        | Lewis Hamilton     | Mercedes                  | 1:34,579 | 1:33,797   | 1:33,119 | 02    |
| 03                                                                        | Sergio Pérez       | Red Bull Racing-Honda     | 1:34,369 | 1:34,178   | 1:33,134 | 03    |
| 04                                                                        | Valtteri Bottas    | Mercedes                  | 1:34,590 | 1:33,959   | 1:33,475 | 09    |
| 05                                                                        | Charles Leclerc    | Ferrari                   | 1:34,153 | 1:33,928   | 1:33,606 | 04    |
| 06                                                                        | Carlos Sainz jr.   | Ferrari                   | 1:34,558 | 1:34,126   | 1:33,606 | 05    |
| 07                                                                        | Daniel Ricciardo   | McLaren-Mercedes          | 1:34,407 | 1:34,643   | 1:33,808 | 06    |
| 08                                                                        | Lando Norris       | McLaren-Mercedes          | 1:34,551 | 1:33,880   | 1:33,887 | 07    |
| 09                                                                        | Pierre Gasly       | AlphaTauri-Honda          | 1:34,567 | 1:34,583   | 1:34,118 | 08    |
| 10                                                                        | Yuki Tsunoda       | AlphaTauri-Honda          | 1:35,360 | 1:35,137   | 1:34,918 | 10    |
| 11                                                                        | Esteban Ocon       | Alpine-Renault            | 1:35,747 | 1:35,377   | –        | 11    |
| 12                                                                        | Sebastian Vettel   | Aston Martin-Mercedes     | 1:35,281 | 1:35,500   | –        | 18    |
| 13                                                                        | Antonio Giovinazzi | Alfa Romeo Racing-Ferrari | 1:35,920 | 1:35,749   | –        | 12    |
| 14                                                                        | Fernando Alonso    | Alpine-Renault            | 1:35,756 | 1:44,549   | –        | 19    |
| 15                                                                        | George Russell     | Williams-Mercedes         | 1:35,746 | keine Zeit | –        | 20    |
| 16                                                                        | Lance Stroll       | Aston Martin-Mercedes     | 1:35,983 | –          | –        | 13    |
| 17                                                                        | Nicholas Latifi    | Williams-Mercedes         | 1:35,995 | –          | –        | 14    |
| 18                                                                        | Kimi Räikkönen     | Alfa Romeo Racing-Ferrari | 1:36,311 | –          | –        | 15    |
| 19                                                                        | Mick Schumacher    | Haas-Ferrari              | 1:36,499 | –          | –        | 16    |
| 20                                                                        | Nikita Masepin     | Haas-Ferrari              | 1:36,796 | –          | –        | 17    |
| 107-Prozent-Zeit: 1:40.744 min (bezogen auf Q1-Bestzeit von 1:34,153 min) |                    |                           |          |            |          |       |

Anmerkungen
1. ↑  Bottas wurde aufgrund eines Motorwechsels um fünf Startplätze nach hinten versetzt.
2. ↑  Vettel musste vom Ende des Feldes starten, da an seiner Antriebseinheit zusätzliche Teile getauscht wurden.
3. ↑  Alonso musste vom Ende des Feldes starten, da an seiner Antriebseinheit zusätzliche Teile getauscht wurden.
4. ↑  Russell musste vom Ende des Feldes starten, da an seiner Antriebseinheit zusätzliche Teile getauscht wurden.

### Rennen
| Pos. | Fahrer             | Konstrukteur              | Runden | Stopps | Zeit        | Start | Schnellste Runde |
| ---- | ------------------ | ------------------------- | ------ | ------ | ----------- | ----- | ---------------- |
| 01   | Max Verstappen     | Red Bull Racing-Honda     | 56     | 2      | 1:34:36,552 | 01    | 1:39,096 (52.)   |
| 02   | Lewis Hamilton     | Mercedes                  | 56     | 2      | + 1,333     | 02    | 1:38,485 (41.)   |
| 03   | Sergio Pérez       | Red Bull Racing-Honda     | 56     | 2      | + 42,223    | 03    | 1:39,566 (32.)   |
| 04   | Charles Leclerc    | Ferrari                   | 56     | 2      | + 52,246    | 04    | 1:39,303 (41.)   |
| 05   | Daniel Ricciardo   | McLaren-Mercedes          | 56     | 2      | + 1:16,854  | 06    | 1:40,345 (43.)   |
| 06   | Valtteri Bottas    | Mercedes                  | 56     | 2      | + 1:20,128  | 09    | 1:40,147 (41.)   |
| 07   | Carlos Sainz jr.   | Ferrari                   | 56     | 2      | + 1:23,545  | 05    | 1:40,377 (40.)   |
| 08   | Lando Norris       | McLaren-Mercedes          | 56     | 2      | + 1:24,395  | 07    | 1:40,228 (41.)   |
| 09   | Yuki Tsunoda       | AlphaTauri-Honda          | 55     | 2      | + 1 Runde   | 10    | 1:41,151 (47.)   |
| 10   | Sebastian Vettel   | Aston Martin-Mercedes     | 55     | 2      | + 1 Runde   | 18    | 1:40,481 (40.)   |
| 11   | Antonio Giovinazzi | Alfa Romeo Racing-Ferrari | 55     | 2      | + 1 Runde   | 12    | 1:41,145 (44.)   |
| 12   | Lance Stroll       | Aston Martin-Mercedes     | 55     | 2      | + 1 Runde   | 13    | 1:41,189 (36.)   |
| 13   | Kimi Räikkönen     | Alfa Romeo Racing-Ferrari | 55     | 2      | + 1 Runde   | 15    | 1:41,340 (43.)   |
| 14   | George Russell     | Williams-Mercedes         | 55     | 2      | + 1 Runde   | 20    | 1:41,120 (36.)   |
| 15   | Nicholas Latifi    | Williams-Mercedes         | 55     | 2      | + 1 Runde   | 14    | 1:41,818 (46.)   |
| 16   | Mick Schumacher    | Haas-Ferrari              | 54     | 2      | + 2 Runden  | 16    | 1:41,395 (36.)   |
| 17   | Nikita Masepin     | Haas-Ferrari              | 54     | 3      | + 2 Runden  | 17    | 1:42,886 (42.)   |
| –    | Fernando Alonso    | Alpine-Renault            | 51     | 3      | DNF         | 19    | 1:40,067 (46.)   |
| –    | Esteban Ocon       | Alpine-Renault            | 42     | 1      | DNF         | 11    | 1:42,194 (28.)   |
| –    | Pierre Gasly       | AlphaTauri-Honda          | 16     | 1      | DNF         | 08    | 1:42,015 (12.)   |

## WM-Stände nach dem Rennen
Die ersten zehn des Rennens bekamen 25, 18, 15, 12, 10, 8, 6, 4, 2 bzw. 1 Punkt(e). Zusätzlich gab es einen Punkt für die schnellste Rennrunde, da der Fahrer unter den ersten Zehn landete.

### Fahrerwertung
| Pos. | Fahrer           | Konstrukteur          | Punkte |
| ---- | ---------------- | --------------------- | ------ |
| 01   | Max Verstappen   | Red Bull Racing-Honda | 287,5  |
| 02   | Lewis Hamilton   | Mercedes              | 275,5  |
| 03   | Valtteri Bottas  | Mercedes              | 185    |
| 04   | Sergio Pérez     | Red Bull Racing-Honda | 150    |
| 05   | Lando Norris     | McLaren-Mercedes      | 149    |
| 06   | Charles Leclerc  | Ferrari               | 128    |
| 07   | Carlos Sainz jr. | Ferrari               | 122,5  |
| 08   | Daniel Ricciardo | McLaren-Mercedes      | 105    |
| 09   | Pierre Gasly     | AlphaTauri-Honda      | 74     |
| 10   | Fernando Alonso  | Alpine-Renault        | 58     |
| 11   | Esteban Ocon     | Alpine-Renault        | 46     |

| Pos. | Fahrer             | Konstrukteur              | Punkte |
| ---- | ------------------ | ------------------------- | ------ |
| 12   | Sebastian Vettel   | Aston Martin-Mercedes     | 36     |
| 13   | Lance Stroll       | Aston Martin-Mercedes     | 26     |
| 14   | Yuki Tsunoda       | AlphaTauri-Honda          | 20     |
| 15   | George Russell     | Williams-Mercedes         | 16     |
| 16   | Nicholas Latifi    | Williams-Mercedes         | 7      |
| 17   | Kimi Räikkönen     | Alfa Romeo Racing-Ferrari | 6      |
| 18   | Antonio Giovinazzi | Alfa Romeo Racing-Ferrari | 1      |
| 19   | Mick Schumacher    | Haas-Ferrari              | 0      |
| 20   | Robert Kubica      | Alfa Romeo Racing-Ferrari | 0      |
| 21   | Nikita Masepin     | Haas-Ferrari              | 0      |

### Konstrukteurswertung
| Pos. | Konstrukteur          | Punkte |
| ---- | --------------------- | ------ |
| 1    | Mercedes              | 460,5  |
| 2    | Red Bull Racing-Honda | 437,5  |
| 3    | McLaren-Mercedes      | 254    |
| 4    | Ferrari               | 250,5  |
| 5    | Alpine-Renault        | 104    |

| Pos. | Konstrukteur              | Punkte |
| ---- | ------------------------- | ------ |
| 06   | AlphaTauri-Honda          | 94     |
| 07   | Aston Martin-Mercedes     | 62     |
| 08   | Williams-Mercedes         | 23     |
| 09   | Alfa Romeo Racing-Ferrari | 7      |
| 10   | Haas-Ferrari              | 0      |